# Dram
Dram (orm. դրամ) – jednostka monetarna używana w Armenii i Górskim Karabachu (do 2023), 1 dram = 100 lumów.

## Historia
21 września 1991, narodowe referendum uznało Armenię za niezależną od Związku Radzieckiego republikę. Centralny Bank Armenii, ustanowiony 27 marca 1993, zyskał wyłączne prawo emisji narodowej waluty.
W wyniku natychmiastowych następstw rozpadu ZSRR, były podejmowane próby utrzymania wspólnej waluty (rubla) w obrębie Wspólnoty Niepodległych Państw. Armenia dołączyła do tej strefy. Jednakże okazało się, iż utrzymywanie unii walutowej w niestabilnych politycznie oraz ekonomiczne okolicznościach poradzieckich krajów-satelitów może być trudne. Faktycznie strefa rubla upadła wraz z jednostronną reformą monetarną w Rosji. W rezultacie, kraje które nadal uczestniczyły w strefie rubla (Kazachstan, Uzbekistan, Turkmenistan, Mołdawia, Armenia i Gruzja) zostały zmuszone do wprowadzenia osobnych walut. Armenia była jednym z ostatnich krajów które tego dokonały, poprzez wprowadzenie drama 22 listopada 1993 roku.